# プソイドエフェドリン
プソイドエフェドリン (pseudoephedrine, PSE) は、内服用の鼻づまり薬として広く用いられてきた医薬品である。塩酸塩または硫酸塩の形で用いられる。アメリカでは塩酸塩は、Sudafedの商品名で、一般用医薬品として薬局にて入手可能である。
プソイドエフェドリンはエフェドリン (立体配置：1R, 2S) の (1S, 2S)-ジアステレオマーの国際一般名であり、(＋)-プソイドエフェドリン、D-プソイドエフェンドリンとも呼ばれる。
日本やアメリカでは、乱用の恐れのある医薬品の成分として、含有される一般医薬品の販売が1人当たり数量制限されている。

## 使用
日本では鼻炎薬として、多くの市販薬（OTC医薬品）に配合され、かぜ薬に配合されていることもある。
2000年代以前、鼻炎用内服薬としてはフェニルプロパノールアミン（PPA）が一般的に汎用されていたが、PPAは脳卒中の発生リスクが報告されたため、日本では2003年に厚生労働省によって、PPAの代替としてプソイドエフェドリンへの速やかな切り替えが勧告された。

## 覚醒剤原料
プソイドエフェドリンは覚醒剤の原料となる。アメリカ国内での覚醒剤合成にはプソイドエフェドリンを原料とするものがほとんどである。
またプソイドエフェドリン自体に覚醒作用があるため、フェニレフリン内服に転換する動きが広がっている。

## 乱用の問題
アメリカ国内では処方箋の必要がないOTCであるにも拘らず、薬剤師や従業員の管理下に置かれている場合が多い。カリフォルニア州法では一度の購入は2箱までに規制されている。
日本でも2014年6月より、薬事法の改正によって、「乱用の恐れのある医薬品の成分」として、含有される一般薬の販売が1人1箱に制限されている。

## 誘導体

エフェドリンの構造

| プソイドエフェドリン      | CAS登録番号 | 分子式          | モル質量 g mol−1 | 日化辞番号 | PubChem |
| ------------------------- | ----------- | --------------- | ---------------- | ---------- | ------- |
| (＋)-プソイドエフェドリン | 90-82-4     | C10H15NO        | 165.23           | J10.171K   | 7028    |
| (＋)-塩酸塩               | 345-78-8    | HCl・C10H15NO   | 201.69           | J364.873G  | 9581    |
| (＋)-硫酸塩               | 7460-12-0   | H2SO4・C10H15NO | 273.29           | J244.751G  | 62945   |
| (−)-プソイドエフェドリン  | 321-97-1    | C10H15NO        | 165.23           | J193.736G  | 62946   |
| (−)-塩酸塩                | 670-40-6    | HCl・C10H15NO   | 201.69           | J364.881H  | 62947   |